# Banchory
Banchory (gael. Beannchar) – miejscowość turystyczna w północno-wschodniej Szkocji, w jednostce administracyjnej Aberdeenshire (historycznie w Kincardineshire), położona na północnym brzegu rzeki Dee, na wschodnim skraju doliny Royal Deeside, na zachód od Aberdeen. Miasto zostało utworzone w 1805 roku. Na obecny rozwój miasteczka duży wpływ, oprócz turystyki, ma przetwórstwo spożywcze oraz budownictwo.

## Atrakcje turystyczne
Głównymi atrakcjami turystycznymi są:
- Zamek Crathes z XVI wieku
- Zamek Drum ukończony w XVII wieku (wieża pochodzi z XIII wieku i uznana jest za jedna z najstarszych w Szkocji[1])
- Muzeum Jamesa Scotta Skinnera, szkockiego kompozytora urodzonego w Banchory